# Ctenomaeus comosus
Ctenomaeus comosus là một loài bọ cánh cứng trong họ Cerambycidae.